# Кали Кавандан Киван Радж
Кали Кавандан Киван Радж (англ. Kali Kavandan Keevan Raj, род. 14 октября 1979, Малакка) — малайзийский хоккеист (хоккей на траве), полевой игрок. Участник летних Олимпийских игр 2000 года, бронзовый призёр летних Азиатских игр 2002 года.

## Биография
Кали Кавандан Киван Радж родился 14 октября 1979 года в малайзийском городе Малакка.
Играл в хоккей на траве за «Сапуру».
В 2000 году вошёл в состав сборной Малайзии по хоккею на траве на летних Олимпийских играх в Сиднее, занявшей 11-е место. Играл в поле, провёл 7 матчей, забил 1 мяч в ворота сборной Великобритании.
В 2002 году завоевал бронзовую медаль хоккейного турнира летних Азиатских игр в Пусане.
Завоевал две медали хоккейных турниров Игр Содружества: серебро в 1998 году в Куала-Лумпуре и бронзу в 2006 году в Мельбурне.

## Семья
Брат Кали Кавандан Логан Радж также выступал за сборную Малайзии по хоккею на траве. Их младшая сестра Кали Кавандан Према Инь Рани (род. 1986) — малайзийская певица и музыкант.